# Scotby
Scotby é um vilarejo na área de autoridade unitária de Cumberland, em Cumbria, Inglaterra. É separada de Carlisle pela autoestrada M6 e fica próxima a outros vilarejos dormitórios da região, como Wetheral, Cumwhinton e Aglionby. Faz parte da paróquia civil de Wetheral. Em 2018, sua população estimada era de 2.366 habitantes.

## História
Durante a Segunda Guerra Mundial, em 11 de março de 1943, um baile do vilarejo estava sendo realizado no salão do vilarejo quando uma bomba penetrou no telhado do salão, resultando na morte de um fazendeiro local.[carece de fontes?]
No campo do lado oposto da Tyne Valley Line à Igreja, tubos de borracha foram dispostos de modo a representar linhas ferroviárias para fazer a Luftwaffe acreditar que se tratava de um importante desvio ferroviário de Carlisle.

## Comunidade
Há um parque no centro da vila, e o salão da vila fica ao lado dele. O salão, que tem um único andar, foi construído em 1926.[carece de fontes?]
A igreja da vila está localizada em um terreno elevado situado entre o gramado da vila e a ferrovia Tyne Valley Line. A igreja foi consagrada em 11 de outubro de 1855. Antes dessa data, os moradores da vila tinham que viajar até a igreja da Santíssima Trindade em Wetheral. Para chegar ao cemitério, várias estradas de cadáveres foram usadas e muitas dessas estradas existem hoje, por exemplo, a estrada no topo da Ghyll Road.

## Residentes notáveis
- Lisa McGrillis (1982-), atriz.[3]